# Qualitat de la informació
El concepte de qualitat de la informació és un concepte relativament nou per a moltes organitzacions. Amb l'augment en la recol·lecció de dades i emmagatzematge, i amb la utilització d'aquestes dades per a usos empresarials, la qualitat de la informació ha anat adquirint cada cop més importància.
La informació dolenta pot dirigir a una organització a endinsar-se en projectes ineficaços, però informació de qualitat pot identificar necessitats, apuntar serveis i crear eines eficaces per a la feina.
La informació de qualitat és definida com la informació que ha de ser adequada per tots els propòsits d'una organització, i no només els meus propòsits. Evidentment, qualsevol ús donat a un conjunt de dades requerirà lleugerament coses diferents; això requereix que prèviament hi hagi una organització per analitzar les necessitat i els usos d'una determinada dada.
La informació de qualitat comença amb la col·lecció de dades. La dada és un recurs que és reutilitzable moltes vegades, per tant, si la dada que reutilitzem era errònia o dolenta, els errors d'aquesta seguiran creixent i evolucionant.
La qualitat ha de ser construïda sobre els processos d'una organització per tal de ser exitosa i sostenible en la seva administració d'informació.

## Dimensions de qualitat de la informació
1. Pertinència:
El component clau per la qualitat de la informació és si la informació aportada s'adreça a les necessitats del seu client.
2. Precisió:
La informació acurada reflecteix la realitat subjacent. La informació de qualitat hauria de ser acurada al tema que tracta.
3. Timeliness:
La informació necessita anar actualitzant-se. El timeliness implica un procés dinàmic on la informació nova sorgeix per reemplaçar la vella. La informació té un temps determinat, i quan aquest temps caduca, la informació pot ser reemplaçada o actualitzada quan la nova informació hagi estat processada.
4. Coherència:
La coherència implica que la informació ha d'esta organitzada lògicament i que ha de ser possible interpretar-la sense dificultats.
5. Format:
El format de la informació es refereix a com la informació és presentada al client. El format apropiat per informació depèn del client de la informació i l'ús que vol fer d'aquesta. El context de la informació també és important.
6. Seguretat:
Històricament, la seguretat de la informació ha estat lligada a la revolució de la tecnologia de la informació. La seguretat és necessària per a protegir la nostra informació i fer més segura la nostra recerca.
7. Validesa:
La informació té validesa sempre que pugui ser verificada per alguna font. 

## Tipus d'informació de qualitat
· Precisió:
És el nivell d'informació de detall que es proporciona. Per exemple, hi ha una diferència entre saber que els ingressos d'una empresa seran bons o saber els números exactes d'aquesta empresa.
· Credibilitat:
Informació que ve d'una font refutable.
· Acurat:
Informació que és correcta.
· Completesa:
L'abast, profunditat i cobertura de la informació. Per exemple, és més satisfactori un índex basat en la retroalimentació de tots els clients d'una empresa que no pas un índex basat en la retroalimentació de tres clients.
· Pertinència:
El potencial que té la informació per millorar la qualitat de les decisions o solucionar problemes.
· Unicitat:
En alguns casos, val més una anàlisi secreta o única d'alguna cosa que no pas una informació que tothom tingui al seu abast.
· Comprensió:
La informació és una dada que és significada per ser utilitzada per les persones. Per aquesta raó la informació de qualitat està dissenyada per ser comprensible per a tothom.
· Timeliness:
La informació només pot ser útil durant un cert període. Després d'aquest període la informació comença a perdre el seu valor.

## Associacions professionals
IQ International—L'associació internacional per la informació i la qualitat de dades.
IQ International és una associació sense ànim de lucre creada l'any 2004, dedicada a la creació d'informació i dades de qualitat professional.